# Municipio de Canton (Míchigan)
El municipio de Canton (en inglés: Canton Township) es un municipio ubicado en el condado de Wayne en el estado estadounidense de Míchigan. En el año 2020 tiene una población de 98,659 habitantes y una densidad poblacional de 963,42 personas por km².

## Geografía
El municipio de Canton se encuentra ubicado en las coordenadas 42°18′27″N 83°29′9″O / 42.30750, -83.48583. Según la Oficina del Censo de los Estados Unidos, el municipio tiene una superficie total de 93.6 km², de la cual 93.52 km² corresponden a tierra firme y (0.08%) 0.08 km² es agua.

## Demografía
Según el censo de 2010, había 90173 personas residiendo en el municipio de Canton. La densidad de población era de 963,42 hab./km². De los 90173 habitantes, el municipio de Canton estaba compuesto por el 72.24% blancos, el 10.18% eran afroamericanos, el 0.25% eran amerindios, el 14.13% eran asiáticos, el 0.03% eran isleños del Pacífico, el 0.68% eran de otras razas y el 2.5% pertenecían a dos o más razas. Del total de la población el 3.13% eran hispanos o latinos de cualquier raza.